# 濟洛韋
51°11′39″N 24°29′36″E / 51.19417°N 24.49333°E
濟洛韋（烏克蘭語：Зілове），是烏克蘭的村落，位於該國西部沃倫州，由科韋利區負責管轄，始建於1511年，面積0.42平方公里，海拔高度192米，2001年人口60，人口密度每平方公里144.23人。